# Mary Austin (écrivaine)
Pour les articles homonymes, voir Mary Austin et Austin.
Mary Hunter Austin (9 septembre 1868 - 13 août 1934) est une écrivaine américaine. Elle est l'une des premières nature writers du Sud-Ouest des États-Unis, avec son classique The Land of Little Rain (1903) qui décrit la faune, la flore et les sociétés de la région située entre le Sierra Nevada et le désert des Mojave au Sud de la Californie. 

## Enfance et éducation
Mary Hunter Austin naît le 9 septembre 1868 à Carlinville. Elle est la quatrième des six enfants de Susannah (née Graham) et George Hunter. Elle est diplômée du Blackburn College (en) en 1888. Sa famille s'installe en Californie la même année, faisant l'acquisition d'une maison dans la vallée de San Joaquin.

## Carrière
Pendant 17 ans, Austin étudie la vie des amérindiens dans le désert des Mojaves, et ses publications exposent sa connaissance de ces peuples. Elle est une romancière, poète, critique et dramaturge prolifique, ainsi qu'une des premières féministes et défenseure des droits des Amérindiens et hispano-américains. Elle est surtout connue pour son hommage aux déserts de Californie, The Land of Little Rain (1903). Sa pièce de théâtre, The Arrow Maker, traitant de la vie amérindienne, est jouée au New Theatre de New York en 1911. 

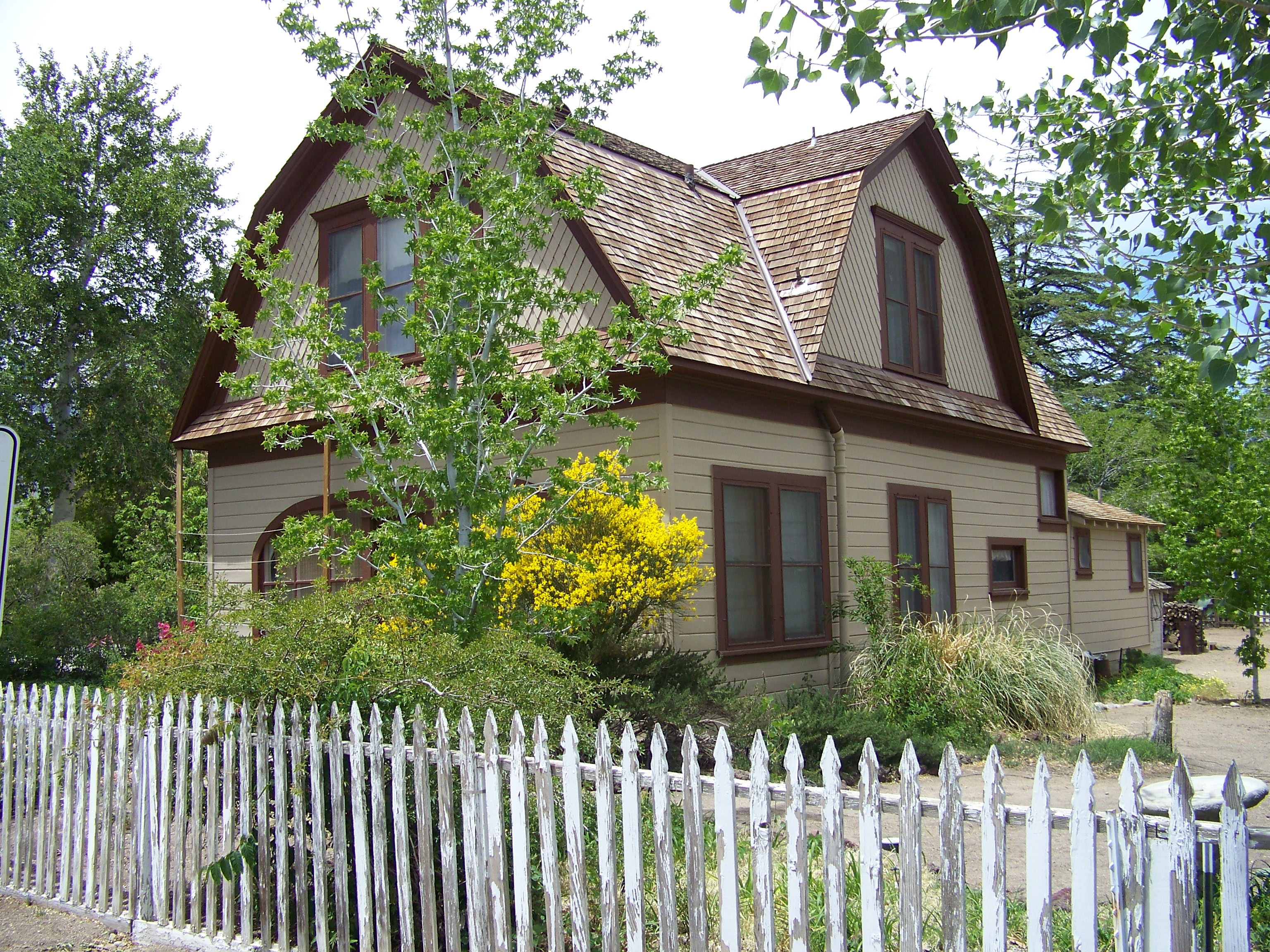
Mary Hunter Austin a écrit sur sa maison d'Independence, en Californie, dans son ouvrage The Land of Little Rain.

Austin et son mari s'impliquent dans les guerres de l'eau en Californie, à l'issue desquelles l'eau de la vallée de l'Owens est drainée pour alimenter Los Angeles. Après avoir perdu la cause, le couple déménage dans la vallée de la mort. 
Elle intègre la colonie d'art à Carmel-by-the-Sea vers 1907,. Là, Austin se lie d'amitié avec Jack London, Ambrose Bierce, Harry Leon Wilson (en), George Sterling, Nora May French, Arnold Genthe, James Hopper, Alice MacGowan, Gelett Burgess, Sinclair Lewis et Xavier Martinez. Elle est l'une des fondatrices du théâtre local, où en 1913 elle crée et met en scène sa propre pièce en trois actes, Fire. Le Dr Daniel MacDougal, directeur du Carnegie Institute local, aurait payé la plupart de ses coûts de production, dans le cadre d'une liaison amoureuse avec l'autrice. 
Austin s'implique dans tous les aspects de la société bohème de Carmel, dont la contribution d'un essai au magazine local en 1909, ainsi que des relations ouvertes avec des personnes de tous les sexes,. En juillet 1914, elle rejoint William Merritt Chase dans plusieurs "thés" de société et en privé dans son atelier, où il peint son portrait. En parallèle, elle est nommée directrice de la publicité sur la côte Est pour l'exposition universelle de 1915 à San Francisco. Après 1914, elle raccourcit ses visites à Carmel. 
Après avoir visité Santa Fe en 1918, Austin aide à créer le Santa Fe Little Theatre et dirige la première production du groupe le 14 février 1919, au St. Francis Auditorium.Elle s'implique en parallèle dans la préservation de la culture locale du Nouveau-Mexique, créant la Société espagnole des arts coloniaux en 1925 avec l'artiste Frank Applegate (en).  
En 1929, Austin co-écrit un livre avec le photographe Ansel Adams. Publié un an plus tard, le livre Taos Pueblo  est imprimé en édition limitée à seulement 108 exemplaires. 
Sa maison à Santa Fe, au 439 Camino del Monte Sol, est inscrite au registre national des lieux historiques en tant que bâtiment du quartier historique de Camino del Monte Sol.  

## Vie privée
Elle épouse Stafford Wallace Austin le 18 mai 1891 à Bakersfield. Originaire de Hawaï, il est diplômé de l'université de Californie à Berkeley .

## Mort et postérité
Austin est décédée le 13 août 1934 à Santa Fe. 
Le mont Mary Austin (en), dans la Sierra Nevada, a été nommé en son honneur. 
Sa biographie a été publiée en 1939.  
La maison des Austin à Independence, conçue et construite par le couple, est devenue un monument historique. Un télé-jeu de The Land of Little Rain a été écrit par Doris Baizley et présenté sur American Playhouse en 1989; il mettait en vedette Helen Hunt. Une édition de 1950 de The Land of Little Rain et une édition de 1977 de Taos Pueblo comprennent chacune des photographies d'Ansel Adams.
Elle est l'une des deux femmes citées dans l'ouvrage de Henry Chester Tracy, American Naturists (1930), avec Olive Thorne Miller.